# Trichogramma carverae
Trichogramma carverae är en stekelart som beskrevs av Earl R. Oatman och Pinto 1987. Trichogramma carverae ingår i släktet Trichogramma och familjen hårstrimsteklar. Inga underarter finns listade i Catalogue of Life.